# Orden Livonia
La Orden Livonia era una rama autónoma livonia de la Orden Teutónica, miembro de la Confederación livonia  desde 1435 a 1561. Tras ser derrotados por los samogitios en la batalla de Saule de 1236, los remanentes de los Hermanos Livonios de la Espada fueron incorporados a la Orden Teutónica y pasó a ser conocida como Orden Livonia a partir de 1237.
Entre 1237 y 1290, la Orden Livonia conquistó todo Curlandia, Livonia y Semigalia, pero los intentos de la Orden de invadir la vecina República de Nóvgorod resultaban infructuosos y su ejército fue finalmente derrotado en la batalla de Rakvere (1268). En 1346, la Orden compró el Ducado de Estonia al rey Valdemar IV de Dinamarca. La vida dentro del territorio de la Orden es descrita en la Crónica de Baltasar Rusov (Chronica der Provinz Lyfflandt).
La Orden Teutónica cayó en declive a continuación de su derrota en la batalla de Grunwald en 1410 y la secularización de sus territorios en Prusia por Alberto I de Prusia en 1525, pero a pesar de estas dificultades, la Orden Livonia se las arregló para mantener una existencia independiente.
La derrota de la Orden Livonia en la batalla de Pabaiskas (Swienta) el 1 de septiembre de 1435, en la que murieron el gran maestre y varios caballeros de rango alto, hizo que la Orden buscara el acercamiento a sus vecinos en Livonia. El acuerdo de la Confederación livonia (eiine fruntliche eyntracht) fue firmada en Walk el 4 de diciembre de 1435 por el arzobispo de Riga, los obispos de Curlandia, Dorpat, Ösel-Wiek y Reval, los representantes de la Orden Livonia y sus vasallos, y los representantes de los consejos municipales de Riga, Reval y Dorpat.
Durante la guerra livonia, sin embargo, la Orden sufrió una derrota decisiva por parte de las tropas de la Rusia moscovita en la batalla de Ergeme en 1560. La Orden Livonia entonces buscó la protección de Segismundo II Augusto Jagellón, el Rey de Polonia y Gran Duque de Lituania, que había intervenido en una guerra entre el obispo William de Brandemburgo de Riga y la Orden en 1557.
Tras llegar al Tratado de Vilna con Segismundo y sus representantes (especialmente Mikołaj "el Negro" Radziwiłł), el último maestre livonio, Gotthard Kettler, secularizó la Orden y se convirtió al luteranismo. En las zonas meridionales de las tierras de la Orden creó el Ducado de Curlandia y Semigalia para su familia. La mayoría de las tierras restantes fueron integradas en el Gran Ducado de Litunia. El norte de Estonia fue tomado de nuevo por Dinamarca y Suecia.
Desde el siglo XIV al XVI, el idioma establecido era el bajo alemán medio, que se hablaba en la Liga Hanseática, pero fue sucedido por el alto alemán como idioma oficial en el transcurso de los siglos XVI y XVII.

## Maestres de la Orden Livona

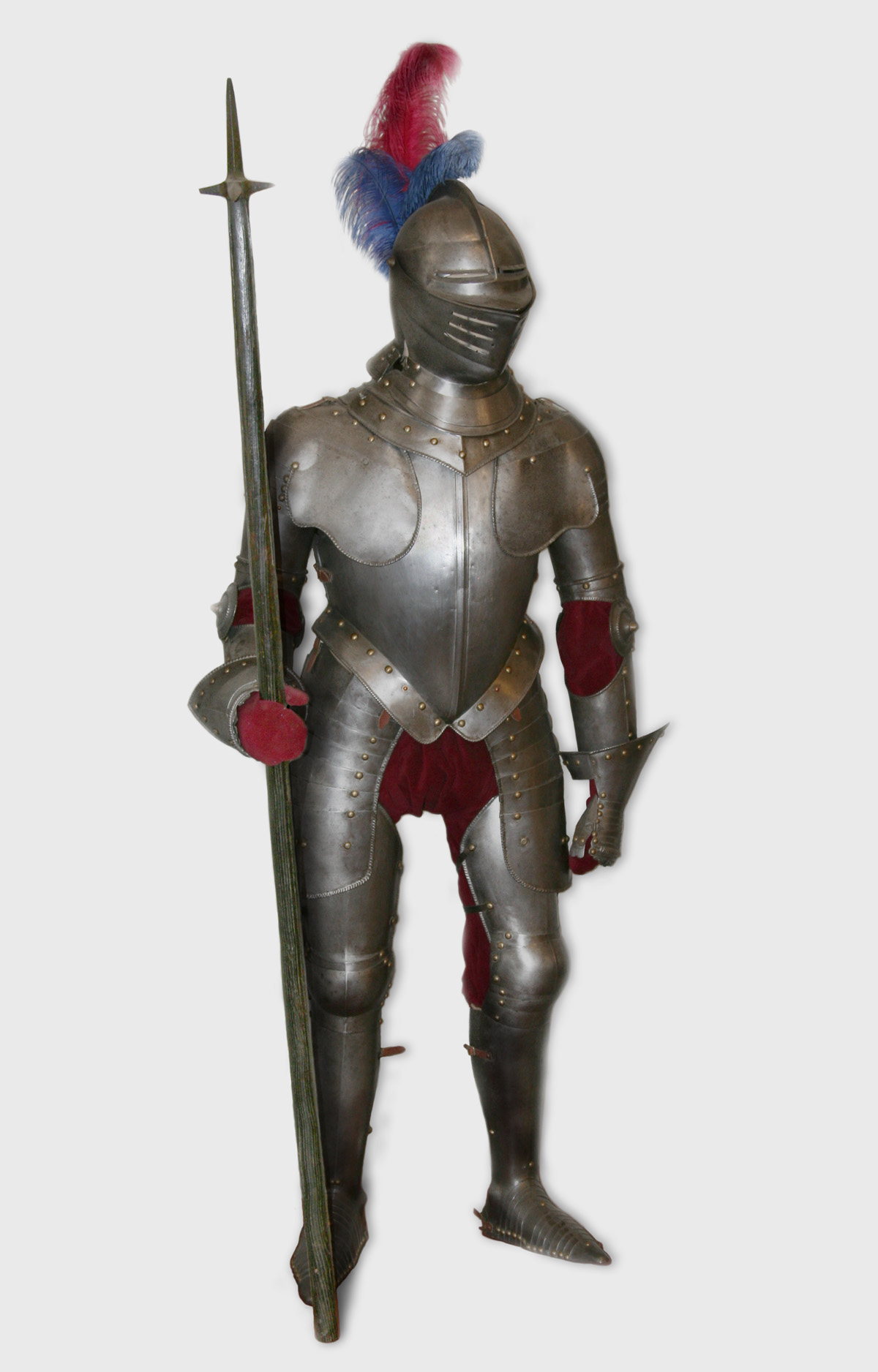
Armadura corporal usada por la Orden.

El Maestre Livón, como el Gran Maestre de la Orden Teutónica, era elegido por sus compañeros caballeros vitaliciamente. El gran maestre ejercía poderes de supervisor y su consejo se consideraba igual que una orden. El gran maestre de la Orden Teutónica no limitaba la autonomía local, visitando Livonia en raras ocasiones ni enviando embajadores para supervisarles.